# Lai Pin-yu
Lai Pin-yu (chiń. 賴品妤; pinyin Lài Pǐnyú, ur. 2 marca 1992) – tajwańska polityk, działaczka społeczna i cosplayerka, od 11 stycznia 2020 członkini Yuanu Ustawodawczego.

## Życiorys
Urodziła się 2 marca 1992. Jej ojciec Lai Chin-lin był członkiem Yuanu Ustawodawczego i Demokratycznej Partii Postępowej, a matka Wu Ju-ping była dziennikarką. W 2013 Lai Pin-yu ukończyła studia na Uniwersytecie Narodowym w Tajpej, zdobywając Bachelor’s degree z prawa.
Od 2012 była aktywna w wielu ruchach studenckich, takich jak Narodowy Młodzieżowy Front Czarnej Wyspy. Była znana z tego, że często brała udział w licznych akcjach demonstracyjnych w cosplay'u. W 2014 wzięła udział w rewolucji słoneczników. Przykuła się wówczas do innych demonstrantów, aby zablokować przejście do Yuanu Ustawodawczego, za co została aresztowana.
W 2016 była asystentką członka Yuanu Ustawodawczego Freddy'ego Lima.
11 stycznia 2020 została wybrana do Yuanu Ustawodawczego z ramienia Demokratycznej Partii Postępowej w 12. okręgu Nowego Tajpej. Zdobyła 84 393 głosów. W tym samym okręgu kandydowało 6 innych osób. Drugie miejsce zajęła Lee Yong-ping z partii Kuomintang, była zastępczyni burmistrza Nowego Tapei, która zdobyła 81 613 głosów. Lai Pin-yu zastąpiła w parlamencie dotychczasowego członka, Huanga Kuo-changa z Partii Nowej Siły, który nie ubiegał się o reelekcję. W czasie wieczoru wyborczego Lai występowała w przebraniu Asuki Langley Soryu z anime Neon Genesis Evangelion.